# Верхня щитоподібна артерія
Верхня щитоподібна артерія (лат. а. thyreoidea superior) — це парна кровоносна судина, що відгалужується від зовнішньої сонної артерії та кровопостачає щитоподібну залозу та верхні паращитоподібні залози.

## Топографічна анатомія
Верхня щитоподібна артерія відгалужується обабіч від зовнішньої сонної артерії практично на рівні її відгалуження від загальної сонної артерії та на рівні великого рогу під'язикової кістки. Артерія прямує невеликою порцією догори, потім йде медіально до верхнього полюсу щитоподібної залози, де розгалужується на передні та задні гілочки. В паренхімі щитоподібної залози ця судина анастомозує з гілочками нижньої щитоподібної артерії.

## Клінічне значення
При таких оперативних втручаннях на щитоподібній залозі як тиреоїдектомія, гемітиреоїдектомія або резекція верхнього полюсу щитоподібної залози виконується пересічення та перев'язка цієї судини, з ретельним контролем на гемостаз. Враховуючи відгалуження судини від зовнішньої сонної артерії неадекватна перев'язка судини може призвести до профузної кровотечі.

## Галерея

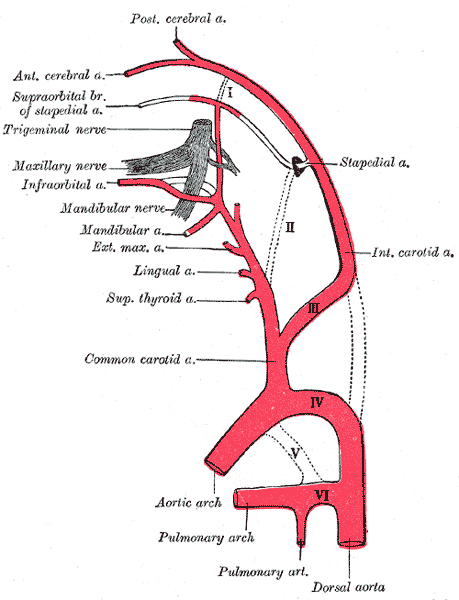
Розгалуження основних гілок сонних артерій.
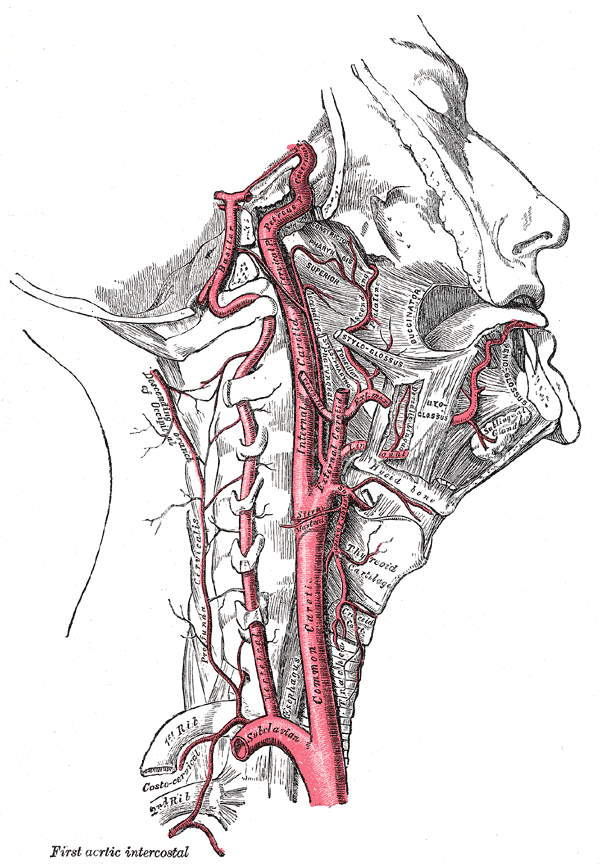
Внутрішня сонна та хребтова артерії правої сторони шиї. Верхня щитоподібна посередині.
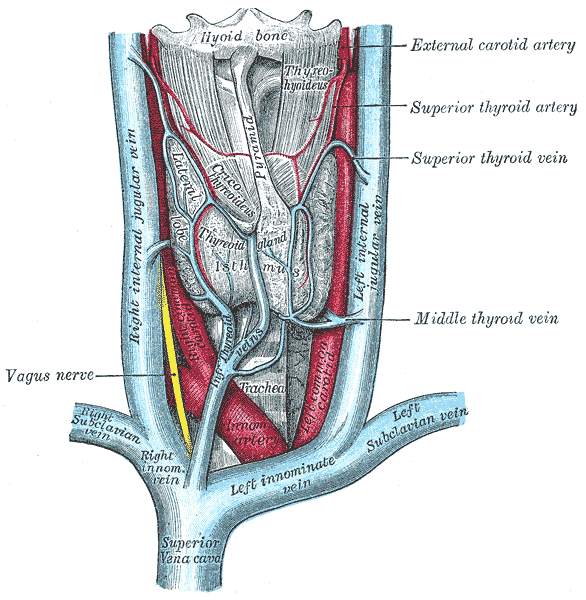
Щитоподібна залоза та її судини.
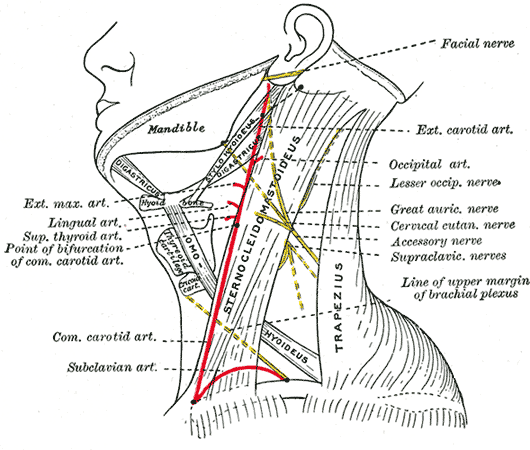
Сторона шиї, на якій позначено основні особливості будови.
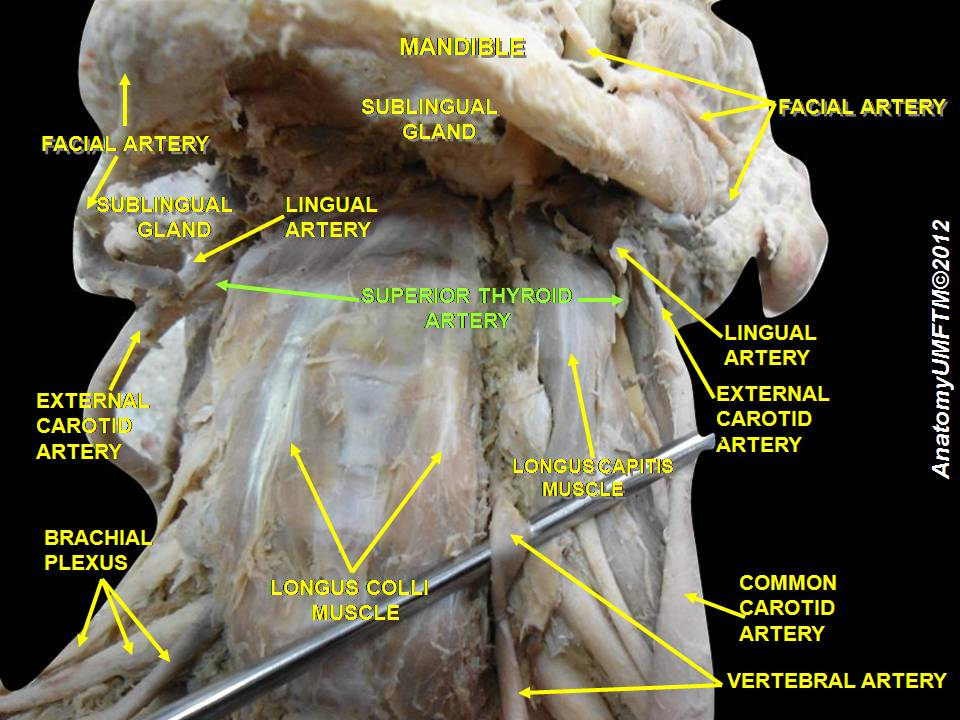
Верхня щитоподібна артерія
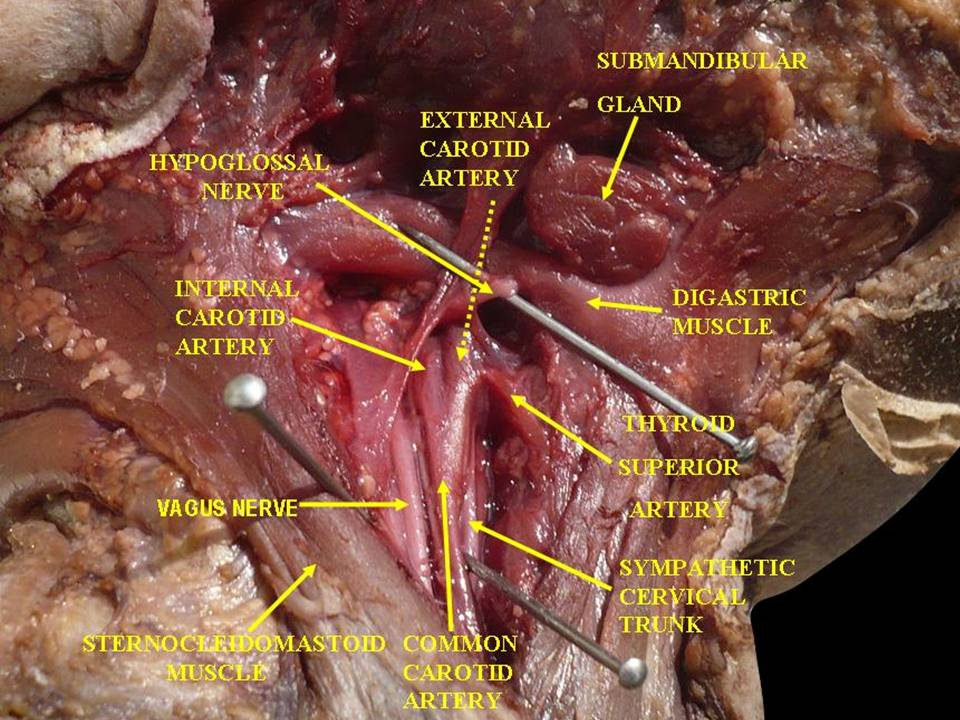
М'язи, артерії та нерви шиї новонародженої дитини.
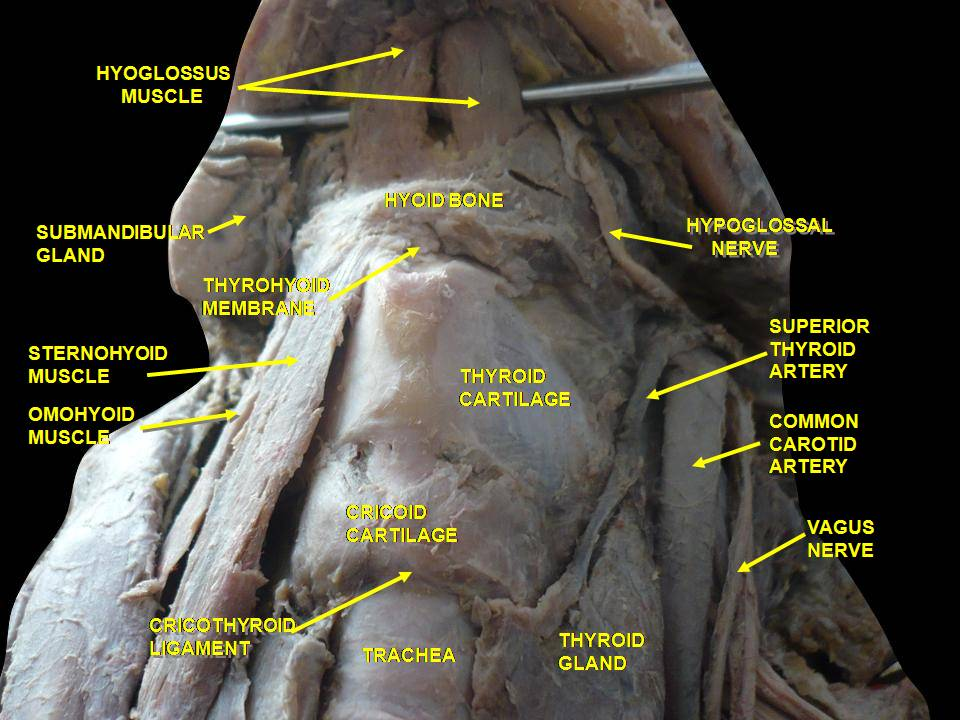
М'язи, нерви та артерії шиї. Вигляд спереду.

## Зовнішні посилання
- Шаблон:SUNYAnatomyFigs
- lesson5 у підручнику «The Anatomy Lesson» Веслі Нормана (Джорджтаунський університет) (antthyroidgland)